# 教學 (電子遊戲)

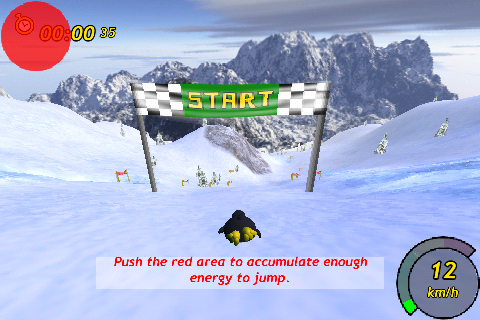
企鹅在滑雪的教学模式

教學是電子遊戲設計中的一個環節，目的在於讓玩家理解遊戲規則和遊戲的操作方式，有些遊戲教學和遊戲本身融為一體，有些則獨立於遊戲本身之外，而有些遊戲兼具這兩種方式，並提供強制性的基本教學和可跳過的進階教學。隨著越來越多遊戲以數位發行，以及遊戲開發商降低開發成本，遊戲商採用紙本說明書作為教學的比例越來越少。遊戲的教學影響了玩家對遊戲的第一印象，過於繁雜或過度限制玩家自由的教學方式可能會造成玩家對遊戲產生負面的印象，但缺少教學也可能使玩家不得其門而入，進而無法享受遊戲的樂趣。

## 教學的類型
遊戲教學的範疇很廣，包括讓玩家淺嚐遊戲的機制，或迫使玩家在掌握遊戲玩法前都無法繼續進行下一關。前一項教學可能會配合一個年長智者或武學宗師類型的非玩者角色，又或者會讓他在教學結束後繼續指導主角學習技能，譬如《地平線 黎明時分》就是如此。而後一項的教學可能會讓玩家面對越來越強的對手，並逐一要求玩家以各種技巧擊敗它們。其他類型的教學包括在遊戲的過程中逐一給出提示，例如《薩爾達傳說》。
有些遊戲則會透過教學突破第四道牆，並藉此表現出幽默，例如《極地戰嚎3：血龍》裡，主角就表示他因為被迫接受教學而困擾。

## 批評
有些評論認為，好的教學不應該直接明示具體的作法，而是讓玩家自己發現遊戲機制，就像《銀河戰士》和《當個創世神》一樣。